# Първа дама на САЩ
Петте първи дами Хилъри Клинтън, Лора Буш, Мишел Обама,Мелания Тръмп, Джил Байдън
Първа дама на САЩ (на английски: First Lady of The United States, абревиатура FLOTUS) е неофициална титла, давана на домакинята на Белия дом, обикновено съпруга на президента на Съединените щати, едновременно с мандата на президента. Въпреки че ролята на първата дама никога не е била официално дефинирана, тя заема важно място в политическия и социалния живот на Съединените щати. От началото на 20-ти век първата дама е подпомагана от официален персонал, сега известен като Офисът на първата дама и със седалище в източното крило на Белия дом.
Мелания Тръмп е настоящата първа дама на Съединените щати, като съпруга на 47-ия президент на САЩ Доналд Тръмп.
Марта Вашингтон, съпругата на Джордж Вашингтон, първият президент на САЩ (1789–1797), се счита за първата първа дама на Съединените щати. По време на живота си тя често е наричана „лейди Вашингтон“. За първи път официално титулуването Първа дама се произнася от президента Закари Тейлър по време на погребалната церемония на Доли Медисън през 1849 г. Първата широко титулувана като Първа дама съпруга на президент е Люси Хейс, след което титлата става неизменно използвана.
От 1790-те години ролята на първата дама се променя значително. Тя включва участие в политически кампании, уредба на Белия дом, социални каузи и представителство на президента при официални и церемониални поводи. Тъй като първите дами обикновено публикуват своите мемоари, които се разглеждат като потенциални източници на допълнителна информация за администрацията на техните съпрузи, и тъй като обществеността се интересува от тези все по-независими жени, първите дами често остават център на вниманието дълго след като мандатът на съпрузите им е изтекъл. Освен това през годините отделни първи дами имат влияние в редица сектори, от модата до общественото мнение за политиката. В исторически план, ако президентът е неженен или вдовец, президентът обикновено моли близка роднина да действа като домакиня на Белия дом. Тази позиция е заемана най-често от негова дъщеря, в редица случаи от снаха му и веднъж – от съпругата на държавния секретар. До този момент няма случай, когато президентът на САЩ да е жена. Когато това се случи, позицията на домакин на Белия дом ще се изпълнява от съпруга, който по традициите в други страни ще носи титлата Първи джентълмен.

## Живи бивши първи дами
Към 19 май 2025 има четири живи бивши първи дами: Хилари Клинтън (съпруга на Бил Клинтън), Лора Буш (съпруга на Джордж У. Буш), Мишел Обама (съпруга на Барак Обама), и Мелания Тръмп (съпруга на Доналд Тръмп).
- Хилъри Клинтън
(1993 – 2001)
26 октомври 1947 г. (77 г.)
съпруга на Бил Клинтън
- Лора Буш
(2001 – 2009)
4 ноември 1946 г. (78 г.)
съпруга на Джордж У. Буш
- Мишел Обама
(2009 – 2017)
17 януари 1964 г. (61 г.)
съпруга на Барак Обама
- Мелания Тръмп
(2017 – 2021)
26 април 1970 г. (55 г.)
трета съпруга на Доналд Тръмп

## Роля на Първата дама
Позицията на първа дама не е изборна и носи само церемониални задължения и не предвижда заплащане. Табу за Първата дама е поемане на ангажименти извън Белия дом. Най-често Първата дама се занимава с хуманитарни и благотворителни дейности. Независимо от това, първите дами заемат много видима позиция в американското общество. Ролята на първата дама се развива през вековете. Тя е преди всичко домакиня на Белия дом, организира и присъства на официални церемонии и държавни функции заедно с или вместо президента. Лиза Бърнс идентифицира четири последователни основни задачи на първата дама: като обществена фигура (1900–1929); като политическа знаменитост (1932–1961); като политически активист (1964–1977); и като политическо външно лице (1980–2001 г.).
Марта Вашингтън и Абигейл Адамс са третирани като „дами“ от британския кралски двор. Доли Медисън популяризира първата дама, като се ангажира с усилия да помага на сираци и жени, като се облича елегантно по модата и привлича вестници, като рискува живота си, за да спаси емблематични съкровища по време на войната от 1812 г. Медисън поставя стандарта за дамата и действията ѝ са модел за почти всяка първа дама до Елинор Рузвелт през 30-те години на миналия век. Рузвелт пътува много и говори с много групи, често изразявайки лични мнения. Тя е автор на седмична вестникарска колона и е водеща на радио шоу. Жаклин Кенеди прави усилие за преустрояване и възстановяване на Белия дом.
Много първи дами се превръщат в значими модни тенденции. Някои упражняват известна степен на политическо влияние и са важни съветници на президента.
В течение на 20-ти век става все по-често явлението първите дами да избират конкретни каузи за насърчаване, обикновено такива, които не са политически разделящи. Обичайно е първата дама да наема персонал, който да подпомага тези дейности. Бърд Джонсън е пионер в опазването на околната среда и разкрасяването. Патриша Никсън насърчава доброволчеството и пътува много в чужбина. Бети Форд подкрепя правата на жените, а Розалин Картър помага на хората с умствени увреждания. Нанси Рейгън основава кампанията срещу наркотиците Just Say No, Барбара Буш насърчава грамотността, Хилари Клинтън се стреми да реформира здравната система в САЩ. а Лора Буш подкрепя групите за правата на жените и насърчава грамотността. Мишел Обама осигурява подкрепа за военни семейства и справяне с детското затлъстяване и Мелания Тръмп използва позицията си, за да помогне на деца, включително предотвратяване на кибертормоз и подкрепа за тези, чийто живот е засегнат от наркотици.
От 1964 г. сегашният президент и всички живи бивши първи дами са почетни членове на съвета на настоятелите на Националния културен център, Центъра за сценични изкуства „Джон Ф. Кенеди“.

## Списък на Първите дами на САЩ
| №    | Портрет                                                                 | Име и връзка с Президента                                                                                     | От                | До                |
| ---- | ----------------------------------------------------------------------- | --- | ----------------- | ----------------- |
| 1    |                                                                         | Марта Уошингтън, (* 2 юни 1731 – † 22 май 1802) Съпруга на Джордж Уошингтън                                   | 30 април 1789     | 4 март 1797       |
| 2    |                                                                         | Абигейл Адамс, (* 11 ноември 1744 – † 28 октомври 1818) Съпруга на Джон Адамс                                 | 4 март 1797       | 4 март 1801       |
| 3.1  |                                                                         | Марта Джеферсън, (* 27 септември 1772 – † 10 октомври 1836) Дъщеря на вдовеца Томас Джеферсън                 | 4 март 1801       | 4 март 1809       |
| 3.2  |                                                                         | Доли Медисън, Съпруга на държавния секретар Джеймс Медисън                                                    | 4 март 1801       | 4 март 1809       |
| 4    | Доли Медисън, (* 20 май 1768 – † 12 юли 1849) Съпруга на Джеймс Медисън | 4 март 1809                                                                                                   | 4 март 1817       |                   |
| 5    |                                                                         | Елизабет Монро, (* 30 юни 1768 – † 22 септември 1830) Съпруга на Джеймс Монро                                 | 4 март 1817       | 4 март 1825       |
| 6    |                                                                         | Луиза Адамс (* 12 февруари 1775 – † 15 май 1852) Съпруга на Джон Адамс                                        | 4 март 1825       | 4 март 1829       |
| 7.1  |                                                                         | Емили Донълсън (* 1 юни 1807 – † 19 декември 1836) Племенница на вдовеца Ендрю Джаксън                        | 4 март 1829       | 19 декември 1836  |
| 7.2  |                                                                         | Сара Джаксън (* 16 юли 1803 – † 23 август 1887) Снаха на вдовеца Ендрю Джаксън                                | 26 ноември 1834   | 4 март 1837       |
| 8    |                                                                         | Анджелика Ван Бурен (* 13 февруари 1818 – † 29 декември 1877) Снаха на вдовеца Мартин Ван Бурен               | 4 март 1837       | 4 март 1841       |
| 9.1  |                                                                         | Анна Харисън (* 25 юли 1775 – † 25 февруари 1864) Съпруга на Уилям Хенри Харисън (не се преселва в Белия дом) | 4 март 1841       | 4 април 1841      |
| 9.2  |                                                                         | Джейн Харисън (* 23 юли 1804 – † 11 май 1846) Снаха на Уилям Хенри Харисън                                    | 4 март 1841       | 4 април 1841      |
| 10.1 |                                                                         | Летиша Тейлър (* 12 ноември 1790 – † 10 септември 1842) Първата съпруга на Джон Тейлър                        | 4 април 1841      | 10 септември 1842 |
| 10.2 |                                                                         | Присила Тейлър (* 14 юни 1816 – † 29 декември 1889) Снаха на вдовеца Джон Тейлър                              | 10 септември 1842 | 26 юни 1844       |
| 10.3 |                                                                         | Джулия Тейлър (* 4 май 1820 – † 10 юли 1889) Втората съпруга на Джон Тейлър                                   | 26 юни 1844       | 4 март 1845       |
| 11   |                                                                         | Сара Полк (* 4 септември 1803 – † 14 август 1891) Съпруга на Джеймс Полк                                      | 4 март 1845       | 4 март 1849       |
| 12   |                                                                         | Маргрет Тейлър (* 21 септември 1788 – † 14 август 1852) Съпруга на Закари Тейлър                              | 4 март 1849       | 9 юли 1850        |
| 13   |                                                                         | Абигейл Филмор (* 13 март 1798 – † 30 март 1853) Съпруга на Милърд Филмор                                     | 9 юли 1850        | 4 март 1853       |
| 14   |                                                                         | Джейн Пиърс (* 12 март 1806 – † 2 декември 1863) Съпруга на Франклин Пиърс                                    | 4 март 1853       | 4 март 1857       |
| 15   |                                                                         | Хариет Лейн (* 9 май 1830 – † 3 юли 1903) Племенница на ергена Джеймс Бюканън                                 | 4 март 1857       | 4 март 1861       |
| 16   |                                                                         | Мери Линкълн (* 13 декември 1818 – † 16 юли 1882) Съпруга на Ейбрахъм Линкълн                                 | 4 март 1861       | 15 април 1865     |
| 17   |                                                                         | Елиза Джонсън (* 4 октомври 1810 – † 15 януари 1876) Съпруга на Ендрю Джонсън                                 | 15 април 1865     | 4 март 1869       |
| 18   |                                                                         | Джулия Грант (* 16 януари 1826 – † 14 декември 1902) Съпруга на Юлисис Грант                                  | 4 март 1869       | 4 март 1877       |
| 19   |                                                                         | Люси Хейс (* 28 август 1831 – † 25 юни 1889) Съпруга на Ръдърфорд Хейс                                        | 4 март 1877       | 4 март 1881       |
| 20   |                                                                         | Лукреция Гарфийлд (* 19 април 1832 – † 14 март 1918) Съпруга на Джеймс Гарфийлд                               | 4 март 1881       | 19 септември 1881 |
| 21   |                                                                         | Мери Макелрой (* 5 юли 1841 – † 8 януари 1917) Сестра на вдовеца Честър Артър                                 | 19 септември 1881 | 4 март 1885       |
| 22.1 |                                                                         | Роуз Кливланд (* 3 юни 1846 – † 22 ноември 1918) Сестра на ергена Гроувър Кливланд                            | 4 март 1885       | 2 юни 1886        |
| 22.2 |                                                                         | Франсиз Кливланд (* 21 юли 1864 – † 29 октомври 1947) Съпруга на Гроувър Кливланд                             | 2 юни 1886        | 4 март 1889       |
| 23.1 |                                                                         | Каролин Харисън (* 1 октомври 1832 – † 25 октомври 1892) Съпруга на Бенджамин Харисън                         | 4 март 1889       | 25 октомври 1892  |
| 23.2 |                                                                         | Мери Харисън* (* 3 април 1858 – † 28 октомври 1930) дъщеря на вдовеца Бенджамин Харисън                       | 25 октомври 1892  | 4 март 1893       |
| 24   |                                                                         | Франсиз Кливланд (* 21 юли 1864 – † 29 октомври 1947) Съпруга на Гроувър Кливланд                             | 4 март 1893       | 4 март 1897       |
| 25   |                                                                         | Айда Маккинли (* 8 юни 1847 – † 26 май 1907) Съпруга на Уилям Маккинли                                        | 4 март 1897       | 14 септември 1901 |
| 26   |                                                                         | Едит Рузвелт (* 6 август 1861 – † 30 септември 1948) Втората съпруга на Теодор Рузвелт                        | 14 септември 1901 | 4 март 1909       |
| 27   |                                                                         | Хелън Тафт (* 2 юни 1861 – † 22 май 1943) Съпруга на Уилям Тафт                                               | 4 март 1909       | 4 март 1913       |
| 28.1 |                                                                         | Елън Уилсън (* 15 май 1860 – † 6 август 1914) Първата съпруга на Удроу Уилсън                                 | 4 март 1913       | 6 август 1914     |
| 28.2 |                                                                         | Едит Уилсън (* 15 октомври 1872 – † 28 декември 1961) Втората съпруга на Удроу Уилсън                         | 18 декември 1915  | 4 март 1921       |
| 29   |                                                                         | Флорънс Хардинг (* 15 август 1860 – † 21 ноември 1924) Съпруга на Уорън Хардинг                               | 4 март 1921       | 3 август 1923     |
| 30   |                                                                         | Грейс Кулидж (* 3 януари 1879 – † 8 юли 1957) Съпруга на Калвин Кулидж                                        | 3 август 1923     | 4 март 1929       |
| 31   |                                                                         | Лу Хенри Хувър (* 29 март 1874 – † 7 януари 1944) Съпруга на Хърбърт Хувър                                    | 4 март 1929       | 4 март 1933       |
| 32   |                                                                         | Елинор Рузвелт (* 11 октомври 1884 – † 7 ноември 1962) Съпруга на Франклин Делано Рузвелт                     | 4 март 1933       | 12 април 1945     |
| 33   |                                                                         | Бес Труман (* 13 февруари 1885 – † 18 октомври 1982) Съпруга на Хари Труман                                   | 12 април 1945     | 20 януари 1953    |
| 34   | Липсва достъпен портрет                                                 | Мейми Айзенхауер (* 14 ноември 1896 – † 1 ноември 1979) Съпруга на Дуайт Айзенхауер                           | 20 януари 1953    | 20 януари 1961    |
| 35   |                                                                         | Жаклин Кенеди (* 28 юли 1929 – † 19 май 1994) Съпруга на Джон Кенеди                                          | 20 януари 1961    | 22 ноември 1963   |
| 36   |                                                                         | Лейди Бърд Джонсън (* 22 декември 1912 – † 11 юли 2007) Съпруга на Линдън Джонсън                             | 22 ноември 1963   | 20 януари 1969    |
| 37   |                                                                         | Патриша Никсън (* 16 март 1912 – † 22 юни 1993) Съпруга на Ричард Никсън                                      | 20 януари 1969    | 9 август 1974     |
| 38   |                                                                         | Бети Форд (* 8 април 1918 – † 8 юли 2011) Съпруга на Джералд Форд                                             | 9 август 1974     | 20 януари 1977    |
| 39   |                                                                         | Розалин Картър (* 18 август 1927 – † 19 ноември 2023) Съпруга на Джими Картър                                 | 20 януари 1977    | 20 януари 1981    |
| 40   |                                                                         | Нанси Рейгън (* 6 юли 1921 – † 6 март 2016) Втората съпруга на Роналд Рейгън                                  | 20 януари 1981    | 20 януари 1989    |
| 41   |                                                                         | Барбара Буш (* 8 юни 1925 – † 17 април 2018) Съпруга на Джордж Х. У. Буш                                      | 20 януари 1989    | 20 януари 1993    |
| 42   |                                                                         | Хилъри Клинтън (* 26 октомври 1947 – ) Съпруга на Бил Клинтън                                                 | 20 януари 1993    | 20 януари 2001    |
| 43   |                                                                         | Лора Буш (* 4 ноември 1946 – ) Съпруга на Джордж Уокър Буш                                                    | 20 януари 2001    | 20 януари 2009    |
| 44   |                                                                         | Мишел ЛаВон Обама (* 17 януари 1964 – ) Съпруга на Барак Хюсеин Обама II                                      | 20 януари 2009    | 20 януари 2017    |
| 45   |                                                                         | Мелания Тръмп (* 26 април 1970 – ) Трета съпруга на Доналд Тръмп                                              | 20 януари 2017    | 20 януари 2021    |
| 46   |                                                                         | Джил Байдън (* 3 юни 1951 – ) Втора съпруга на Джо Байдън                                                     | 20 януари 2021    | 20 януари 2025    |
| 47   |                                                                         | Мелания Тръмп (* 26 април 1970 – ) Трета съпруга на Доналд Тръмп                                              | 20 януари 2025    |                   |